# Ken Salazar
Kenneth Lee "Ken" Salazar" (født 2. marts 1955 i Alamosa, Colorado, USA) er en amerikansk advokat og politiker, der fra 2009 til 2013 var USA's indenrigsminister under præsident Barack Obama. Før udnævnelsen som minister var han i fire år medlem af USA's senat, valgt for sin hjemstat Colorado.
Salazar blev født i byen Alamosa i delstaten Colorado ind i en latinamerikansk familie. Han uddannede sig som advokat fra University of Michigan i 1981, og startede efter sin uddannelse sin egen advokatpraksis. 
Efter gennem en årrække at have skabt sig en karriere som advokat i hjemstaten Colorado, blev Salazar i 2004 valgt til Senatet for Demokraterne, en post han besatte den 4. januar 2005. Han besad posten i fire år, inden han efter præsidentvalget i USA 2008 blev udpeget af Barack Obama som den nye inderingsminister i hans regering. Han blev officielt indsat på posten den 21. januar 2009, dagen efter at Obama var blevet taget i ed som landets 44. præsident. 